# Youngstown, Pennsylvania
Youngstown är en ort av typen borough i Westmoreland County i Pennsylvania. Vid 2010 års folkräkning hade Youngstown 326 invånare.